# Malezja na Letnich Igrzyskach Olimpijskich 2020
Malezja na Letnich Igrzyskach Olimpijskich 2020 – występ kadry sportowców reprezentujących Malezję na igrzyskach olimpijskich, które odbyły się w Tokio w Japonii, w dniach 23 lipca - 8 sierpnia 2021 roku. Reprezentacja Malezji liczyła trzydziestu zawodników (18 kobiet i 12 mężczyzn), którzy wystąpili w 10 dyscyplinach. To szesnasty z kolei udział tego kraju w letnich igrzyskach.

## Zdobyte medale
| Medal  | Zawodnik                 | Dyscyplina | Konkurencja     | Rezultat                                                                     | Data       |
| ------ | ------------------------ | ---------- | --------------- | ---------------------------------------------------------------------------- | ---------- |
| Srebro | Azizulhasni Awang        | Kolarstwo  | keirin mężczyzn | 11,244 s                                                                     | 8 sierpnia |
| Brąz   | Aaron Chia, Wooi Yik Soh | Badminton  | debel mężczyzn  | w walce o brązowy medal wygrana z deblem indonezyjskim (17–21, 21–17, 21–14) | 31 lipca   |

## Reprezentanci
| Zawodnik                     | Data urodzenia         | Dyscyplina          |
| ---------------------------- | ---------------------- | ------------------- |
| Azizulhasni Awang            | 5 stycznia 1988(dts)   | Kolarstwo torowe    |
| Peng Soon Chan               | 27 kwietnia 1988(dts)  | Badminton           |
| Aaron Chia                   | 24 lutego 1997(dts)    | Badminton           |
| Gavin Green                  | 28 grudnia 1993(dts)   | Golf                |
| Hup Wei Lee                  | 5 maja 1987(dts)       | Lekkoatletyka       |
| Zii Jia Lee                  | 29 marca 1998(dts)     | Badminton           |
| Phay Xing Loo                | 28 września 1997(dts)  | Gimnastyka sportowa |
| Khairul Anuar Mohamad        | 22 września 1991(dts)  | Łucznictwo          |
| Khairulnizam Mohd Afendy     | 27 maja 1993(dts)      | Żeglarstwo          |
| Muhammad Shah Firdaus Sahrom | 26 listopada 1995(dts) | Kolarstwo torowe    |
| Welson Sim                   | 29 marca 1997(dts)     | Pływanie            |
| Wooi Yik Soh                 | 17 lutego 1998(dts)    | Badminton           |

| Zawodniczka               | Data urodzenia            | Dyscyplina          |
| ------------------------- | ------------------------- | ------------------- |
| Farah Ann Abdul Hadi      | 3 maja 1994(dts)          | Gimnastyka sportowa |
| Soniia Cheah              | 19 czerwca 1993(dts)      | Badminton           |
| Jun Hoong Cheong          | 16 kwietnia 1990(dts)     | Skoki do wody       |
| Mei Kuan Chow             | 23 grudnia 1994(dts)      | Badminton           |
| Liu Ying Goh              | 30 maja 1989(dts)         | Badminton           |
| Nuraisyah Jamil           | 12 lipca 1996(dts)        | Żeglarstwo          |
| Meng Yean Lee             | 30 marca 1994(dts)        | Badminton           |
| Mun Yee Leong             | 4 grudnia 1984(dts)       | Skoki do wody       |
| Syaqiera Mashayikh        | 24 listopada 2000(dts)    | Łucznictwo          |
| Nur Shazrin Mohamad Latif | 2 lutego 1998(dts)        | Żeglarstwo          |
| Nur Suryani Mohamad Taibi | 24 września 1982(dts)     | Strzelectwo         |
| Azreen Nabila Alias       | 29 czerwca 2000(dts)      | Lekkoatletyka       |
| Yan Yee Ng                | 11 lipca 1993(dts)        | Skoki do wody       |
| Juni Karimah Noor Jamali  | 31 października 2002(dts) | Żeglarstwo          |
| Pandelela Pamg            | 2 marca 1993(dts)         | Skoki do wody       |
| Jinq En Phee              | 29 listopada 1997(dts)    | Pływanie            |
| Nur Dhabitah Sabri        | 12 lipca 1999(dts)        | Skoki do wody       |
| Kelly Tan                 | 26 października 1993(dts) | Golf                |

## Wyniki

### Badminton
| Zawodnik                    | Konkurencja        | Faza grupowa                                          | Faza grupowa                              | Faza grupowa                                 | Pozycja | 1/8                               | Ćwierćfinały                        | Półfinały                               | Finał                                    | Finał   | Źródło                    |
| Zawodnik                    | Konkurencja        | Przeciwnik Wynik                                      | Przeciwnik Wynik                          | Przeciwnik Wynik                             | Pozycja | Przeciwnik Wynik                  | Przeciwnik Wynik                    | Przeciwnik Wynik                        | Przeciwnik Wynik                         | Pozycja | Źródło                    |
| --------------------------- | ------------------ | ----------------------------------------------------- | ----------------------------------------- | -------------------------------------------- | ------- | --------------------------------- | ----------------------------------- | --------------------------------------- | ---------------------------------------- | ------- | ------------------------- |
| Lee Zii Jia                 | gra pojedyncza (m) | Pocztaŕow 2-0 (21-5, 21-11)                           | Leverdez 2-0 (21-17, 21-5)                | N\A                                          | 1.      | Chen Long 1-2 (21-8, 19-21, 5-21) | NQ                                  | NQ                                      | NQ                                       | 9.      | [ 2 ] [ 3 ] [ 4 ]         |
| Soniia Cheah Su Ya          | gra pojedyncza (k) | Sárosi nie odbył się                                  | Intanon 1:2 (21-19, 18-21, 10-21)         | N\A                                          | 2.      | NQ                                | NQ                                  | NQ                                      | NQ                                       | 15.     | [ 5 ] [ 3 ] [ 6 ]         |
| Aaron Chia Soh Wooi Yik     | gra podwójna (m)   | Choi Sol-gyu Seo Seung-jae 2:0 (24-22, 21-15)         | Ahsan Setiawan 0:2 (16-21, 19-21)         | Jason Ho-Shue Nyl Yakura 2:0 (21-15, 21-13)  | 2.      | N/A                               | Gideon Sukamuljo 2:0 (21-14, 21-17) | Li Junhui Liu Yuchen 0:2 (22-24, 13-21) | Ahsan Setiawan 2:1 (17-21, 21-17, 21-14) | brąz    | [ 7 ] [ 8 ] [ 5 ] [ 9 ]   |
| Chow Mei Kuan Lee Meng Yean | gra podwójna (m)   | Polii Rahayu 0:2 (14-21, 17-21)                       | Fukushima Hirota 1:2 (21-17, 15-21, 8-21) | Birch Smith 2:0 (21-19, 21-16)               | 3.      | N/A                               | NQ                                  | NQ                                      | NQ                                       | 9.      | [ 7 ] [ 10 ] [ 5 ] [ 11 ] |
| Chan Peng Soon Goh Liu Ying | mikst              | Tang Chun Man Tse Ying Suet 1:2 (18-21, 21-10, 16-21) | Lamsfuß Lohau 0:2 (12-21, 13-21)          | Wang Yilyu Huang Dongping 0:2 (13-21, 19-21) | 3.      | N/A                               | NQ                                  | NQ                                      | NQ                                       | 9.      | [ 7 ] [ 2 ] [ 8 ] [ 12 ]  |

### Gimnastyka
Mężczyźni
| Zawodnik      | Konkurencja                 | Kwalifikacje | Kwalifikacje | Kwalifikacje | Kwalifikacje | Kwalifikacje | Kwalifikacje | Kwalifikacje | Kwalifikacje | Finał    | Finał    | Finał    | Finał    | Finał    | Finał    | Finał | Finał   | Źródło |
| Zawodnik      | Konkurencja                 | Przyrząd     | Przyrząd     | Przyrząd     | Przyrząd     | Przyrząd     | Przyrząd     | Razem        | Pozycja      | Przyrząd | Przyrząd | Przyrząd | Przyrząd | Przyrząd | Przyrząd | Razem | Pozycja | Źródło |
| Zawodnik      | Konkurencja                 | F            | PH           | R            | V            | PB           | HB           | Razem        | Pozycja      | F        | PH       | R        | V        | PB       | HB       | Razem | Pozycja | Źródło |
| ------------- | --------------------------- | ------------ | ------------ | ------------ | ------------ | ------------ | ------------ | ------------ | ------------ | -------- | -------- | -------- | -------- | -------- | -------- | ----- | ------- | ------ |
| Loo Phay Xing | wielobój indywidualnie      | 13,100       | 12,266       | 7,700        | 12,466       | 10,200       | 11,766       | 67,498       | 62.          | NQ       | NQ       | NQ       | NQ       | NQ       | NQ       | NQ    | NQ      | [ 13 ] |
| Loo Phay Xing | ćwiczenia wolne             | 13,100       | N/A          | N/A          | N/A          | N/A          | N/A          | 13,100       | 56.          | NQ       | NQ       | NQ       | NQ       | NQ       | NQ       | NQ    | NQ      | [ 13 ] |
| Loo Phay Xing | ćwiczenia na poręczach      | N/A          | N/A          | N/A          | N/A          | 10,200       | N/A          | 10,200       | 70.          | NQ       | NQ       | NQ       | NQ       | NQ       | NQ       | NQ    | NQ      | [ 13 ] |
| Loo Phay Xing | ćwiczenia na drążku         | N/A          | N/A          | N/A          | N/A          | N/A          | 11,766       | 11,766       | 66.          | NQ       | NQ       | NQ       | NQ       | NQ       | NQ       | NQ    | NQ      | [ 13 ] |
| Loo Phay Xing | ćwiczenia na koniu z łękami | N/A          | 12,266       | N/A          | N/A          | N/A          | N/A          | 12,266       | 63.          | NQ       | NQ       | NQ       | NQ       | NQ       | NQ       | NQ    | NQ      | [ 13 ] |
| Loo Phay Xing | ćwiczenia na kółkach        | N/A          | N/A          | 7,700        | N/A          | N/A          | N/A          | 7,700        | 72.          | NQ       | NQ       | NQ       | NQ       | NQ       | NQ       | NQ    | NQ      | [ 13 ] |

Kobiety
| Zawodniczka          | Konkurencja             | Kwalifikacje | Kwalifikacje | Kwalifikacje | Kwalifikacje | Kwalifikacje | Kwalifikacje | Finał     | Finał     | Finał     | Finał     | Finał | Finał   | Źródło |
| Zawodniczka          | Konkurencja             | Przyrządy    | Przyrządy    | Przyrządy    | Przyrządy    | Razem        | Pozycja      | Przyrządy | Przyrządy | Przyrządy | Przyrządy | Razem | Pozycja | Źródło |
| Zawodniczka          | Konkurencja             | V            | UB           | BB           | F            | Razem        | Pozycja      | V         | UB        | BB        | F         | Razem | Pozycja | Źródło |
| -------------------- | ----------------------- | ------------ | ------------ | ------------ | ------------ | ------------ | ------------ | --------- | --------- | --------- | --------- | ----- | ------- | ------ |
| Farah Ann Abdul Hadi | wielobój indywidualnie  | 13,166       | 11,600       | 11,566       | 12,233       | 48,565       | 68.          | NQ        | NQ        | NQ        | NQ        | NQ    | NQ      | [ 14 ] |
| Farah Ann Abdul Hadi | ćwiczenia na poręczach  | N/A          | 11,600       | N/A          | N/A          | 11,600       | 74.          | NQ        | NQ        | NQ        | NQ        | NQ    | NQ      | [ 14 ] |
| Farah Ann Abdul Hadi | ćwiczenia na równoważni | N/A          | N/A          | 11,566       | N/A          | 11,566       | 76.          | NQ        | NQ        | NQ        | NQ        | NQ    | NQ      | [ 14 ] |
| Farah Ann Abdul Hadi | ćwiczenia wolne         | N/A          | N/A          | N/A          | 12,233       | 12,233       | 64.          | NQ        | NQ        | NQ        | NQ        | NQ    | NQ      | [ 14 ] |

### Golf
| Zawodnik    | Konkurencja | Runda 1 | Runda 2 | Runda 3 | Runda 4 | Łącznie | Łącznie | Łącznie | Źródło |
| Zawodnik    | Konkurencja | Wynik   | Wynik   | Wynik   | Wynik   | Wynik   | Par     | Pozycja | Źródło |
| ----------- | ----------- | ------- | ------- | ------- | ------- | ------- | ------- | ------- | ------ |
| Kelly Tan   | kobiety     | 73      | 73      | 72      | 64      | 282     | - 2     | 34.     | [ 15 ] |
| Gavin Green | Mężczyźni   | 74      | 72      | 70      | 72      | 288     | + 4     | 57.     | [ 16 ] |

### Kolarstwo

#### Kolarstwo torowe
Sprint
| Zawodnik                     | Konkurencja       | Kwalifikacje  | Kwalifikacje    | Runda 1            | Repasaże 1 Runda         | Runda 2         | Repasaże 2 Runda | Runda 3          | Repasaże 3 Runda      | Ćwierćfinały    | Półfinały       | Finał           | Finał   | Źródło |
| Zawodnik                     | Konkurencja       | Czas Prędkość | Przeciwnik Czas | Pozycja            | Przeciwnik Czas          | Przeciwnik Czas | Przeciwnik Czas  | Przeciwnik Czas  | Przeciwnik Czas       | Przeciwnik Czas | Przeciwnik Czas | Przeciwnik Czas | Pozycja | Źródło |
| ---------------------------- | ----------------- | ------------- | --------------- | ------------------ | ------------------------ | --------------- | ---------------- | ---------------- | --------------------- | --------------- | --------------- | --------------- | ------- | ------ |
| Azizulhasni Awang            | indywidualnie (m) | 9,626 74,797  | 17.             | Kenny 9,823        | Barrette Rudyk 9,667     | Pau 9,824       | Wammes 10,131    | Hoogland 9,871   | Kenny Wakimoto 10,108 | NQ              | NQ              | NQ              | 10.     | [ 17 ] |
| Muhammad Shah Firdaus Sahrom | indywidualnie (m) | 9,700 74,227  | 23.             | Lavreysen + 10,068 | Quintero Mitchell 10,056 | Carlin 10,016   | Rajkowski 10,317 | Lavreysen 10,084 | Vigier Webster 10,302 | NQ              | NQ              | NQ              | 12.     | [ 17 ] |

Keirin
| Zawodnik                     | Konkurencja | Runda 1 | Repesaż | Ćwierćfinał | Półfinał | Finał   | Pozycja | Źródło |
| Zawodnik                     | Konkurencja | Miejsce | Miejsce | Miejsce     | Miejsce  | Miejsce | Pozycja | Źródło |
| ---------------------------- | ----------- | ------- | ------- | ----------- | -------- | ------- | ------- | ------ |
| Azizulhasni Awan             | mężczyźni   | 1.      | N/A     | 2.          | 1.       | 2.      | srebro  | [ 17 ] |
| Muhammad Shah Firdaus Sahrom | mężczyźni   | DNF     | 2.      | 6.          | NQ       | NQ      | 16.     | [ 17 ] |

### Lekkoatletyka
Konkurencje biegowe
| Zawodnik            | Konkurencja | Eliminacje | Eliminacje | Półfinał | Półfinał | Finał | Finał   | Źródło |
| Zawodnik            | Konkurencja | Wynik      | Miejsce    | Wynik    | Miejsce  | Wynik | Miejsce | Źródło |
| ------------------- | ----------- | ---------- | ---------- | -------- | -------- | ----- | ------- | ------ |
| Azreen Nabila Alias | 100 m (k)   | 11,91      | 7.         | NQ       | NQ       | NQ    | NQ      | [ 18 ] |

Konkurencje techniczne
| Zawodnik    | Konkurencja    | Kwalifikacje | Kwalifikacje | Finał | Finał   | Źródło |
| Zawodnik    | Konkurencja    | Wynik        | Miejsce      | Wynik | Miejsce | Źródło |
| ----------- | -------------- | ------------ | ------------ | ----- | ------- | ------ |
| Lee Hup Wei | skok wzwyż (m) | NM           | -            | NQ    | NQ      | [ 19 ] |

### Łucznictwo
| Zawodnik                                 | Konkurencja       | Runda rankingowa | Runda rankingowa | 1/32             | 1/16              | 1/8               | Ćwierćfinały     | Półfinały        | Finał            | Finał   | Źródło               |
| Zawodnik                                 | Konkurencja       | Wynik            | Miejsce          | Przeciwnik Wynik | Przeciwnik Wynik  | Przeciwnik Wynik  | Przeciwnik Wynik | Przeciwnik Wynik | Przeciwnik Wynik | Pozycja | Źródło               |
| ---------------------------------------- | ----------------- | ---------------- | ---------------- | ---------------- | ----------------- | ----------------- | ---------------- | ---------------- | ---------------- | ------- | -------------------- |
| Khairul Anuar Mohamad                    | indywidualnie (m) | 661              | 20.              | Vikström W 6-5   | Wang Dapeng W 6-5 | Kim Woo-jin P 0-6 | NQ               | NQ               | NQ               | 9.      | [ 20 ] [ 21 ] [ 22 ] |
| Syaqiera Mashayikh                       | indywidualnie (k) | 630              | 43.              | Osipowa P 4-6    | NQ                | NQ                | NQ               | NQ               | NQ               | 33.     | [ 23 ] [ 24 ] [ 25 ] |
| Khairul Anuar Mohamad Syaqiera Mashayikh | mikst             | 1291             | 19.              | N/A              | N/A               | NQ                | NQ               | NQ               | NQ               | 19.     | [ 26 ] [ 27 ]        |

### Pływanie
| Zawodnik     | Konkurencja          | Eliminacje | Eliminacje | Półfinał | Półfinał | Finał | Finał   | Źródło |
| Zawodnik     | Konkurencja          | Czas       | Miejsce    | Czas     | Miejsce  | Czas  | Miejsce | Źródło |
| ------------ | -------------------- | ---------- | ---------- | -------- | -------- | ----- | ------- | ------ |
| Welson Sim   | 200 m dowolnym (m)   | 1:49,24    | 32.        | NQ       | NQ       | NQ    | NQ      | [ 28 ] |
| Welson Sim   | 400 m dowolnym (m)   | 3:58,25    | 33.        | N/A      | N/A      | NQ    | NQ      | [ 29 ] |
| Phee Jinq En | 100 m klasycznym (k) | 1:08,40    | 29.        | NQ       | NQ       | NQ    | NQ      | [ 30 ] |
| Phee Jinq En | 200 m klasycznym (k) | 2:32,57    | 31.        | NQ       | NQ       | NQ    | NQ      | [ 31 ] |

### Skoki do wody
| Zawodnik                       | Konkurencja                      | Preeliminacje | Preeliminacje | Półfinał | Półfinał | Finał  | Finał   | Źródło               |
| Zawodnik                       | Konkurencja                      | Punkty        | Miejsce       | Punkty   | Miejsce  | Punkty | Miejsce | Źródło               |
| ------------------------------ | -------------------------------- | ------------- | ------------- | -------- | -------- | ------ | ------- | -------------------- |
| Nur Dhabitah Sabri             | trampolina 3 m indywidualnie (k) | 291,60        | 10.           | 312,60   | 6.       | 326,15 | 4.      | [ 32 ] [ 33 ] [ 34 ] |
| Ng Yan Yee                     | trampolina 3 m indywidualnie (k) | 251,95        | 20.           | NQ       | NQ       | NQ     | NQ      | [ 32 ] [ 33 ] [ 34 ] |
| Pandelela Rinong               | wieża 10 m indywidualnie (k)     | 284,90        | 18.           | 315,75   | 7.       | 245,85 | 12.     | [ 35 ] [ 36 ] [ 37 ] |
| Cheong Jun Hoong               | wieża 10 m indywidualnie (k)     | 251,80        | 26.           | NQ       | NQ       | NQ     | NQ      | [ 35 ] [ 36 ] [ 37 ] |
| Pandelela Rinong Leong Mun Yee | wieża 10 m synchronicznie (k)    | N/A           | N/A           | N/A      | N/A      | 277,98 | 8.      | [ 38 ]               |

### Strzelectwo
| Zawodnik          | Konkurencja                         | Kwalifikacje | Kwalifikacje | Finał | Finał   | Źródło |
| Zawodnik          | Konkurencja                         | Wynik        | Pozycja      | Wynik | Pozycja | Źródło |
| ----------------- | ----------------------------------- | ------------ | ------------ | ----- | ------- | ------ |
| Nur Suryani Taibi | karabin małokalibrowy 3 postawy (k) | 1142-47x     | 34.          | NQ    | NQ      | [ 39 ] |

### Żeglarstwo
| Zawodnik                                 | Konkurencja  | Wyścig | Wyścig | Wyścig | Wyścig | Wyścig | Wyścig | Wyścig | Wyścig | Wyścig | Wyścig | Wyścig | Wyścig | Wyścig | Punkty | Finałowa pozycja | Źródło |
| Zawodnik                                 | Konkurencja  | 1      | 2      | 3      | 4      | 5      | 6      | 7      | 8      | 9      | 10     | 11     | 12     | M*     | Punkty | Finałowa pozycja | Źródło |
| ---------------------------------------- | ------------ | ------ | ------ | ------ | ------ | ------ | ------ | ------ | ------ | ------ | ------ | ------ | ------ | ------ | ------ | ---------------- | ------ |
| Nur Shazrin Mohd Latif                   | Laser Radial | 3      | 25     | 33     | 14     | 30     | 34     | 28     | 30     | 16     | 15     | N/A    | N/A    | NQ     | 194    | 26.              | [ 40 ] |
| Nuraisyah Jamil Juni Karimah Noor Jamali | 470          | 16     | 18     | 17     | 20     | 19     | 20     | 20     | 22 DNF | 17     | 11     | N/A    | N/A    | NQ     | 158    | 19.              | [ 41 ] |
| Khairulnizam Mohd Afendy                 | Laser        | 26     | 14     | 28     | 29     | 18     | 13     | 26     | 28     | 23     | 20     | N/A    | N/A    | NQ     | 196    | 28.              | [ 42 ] |

M – Wyścig medalowy